# Herbert Giles

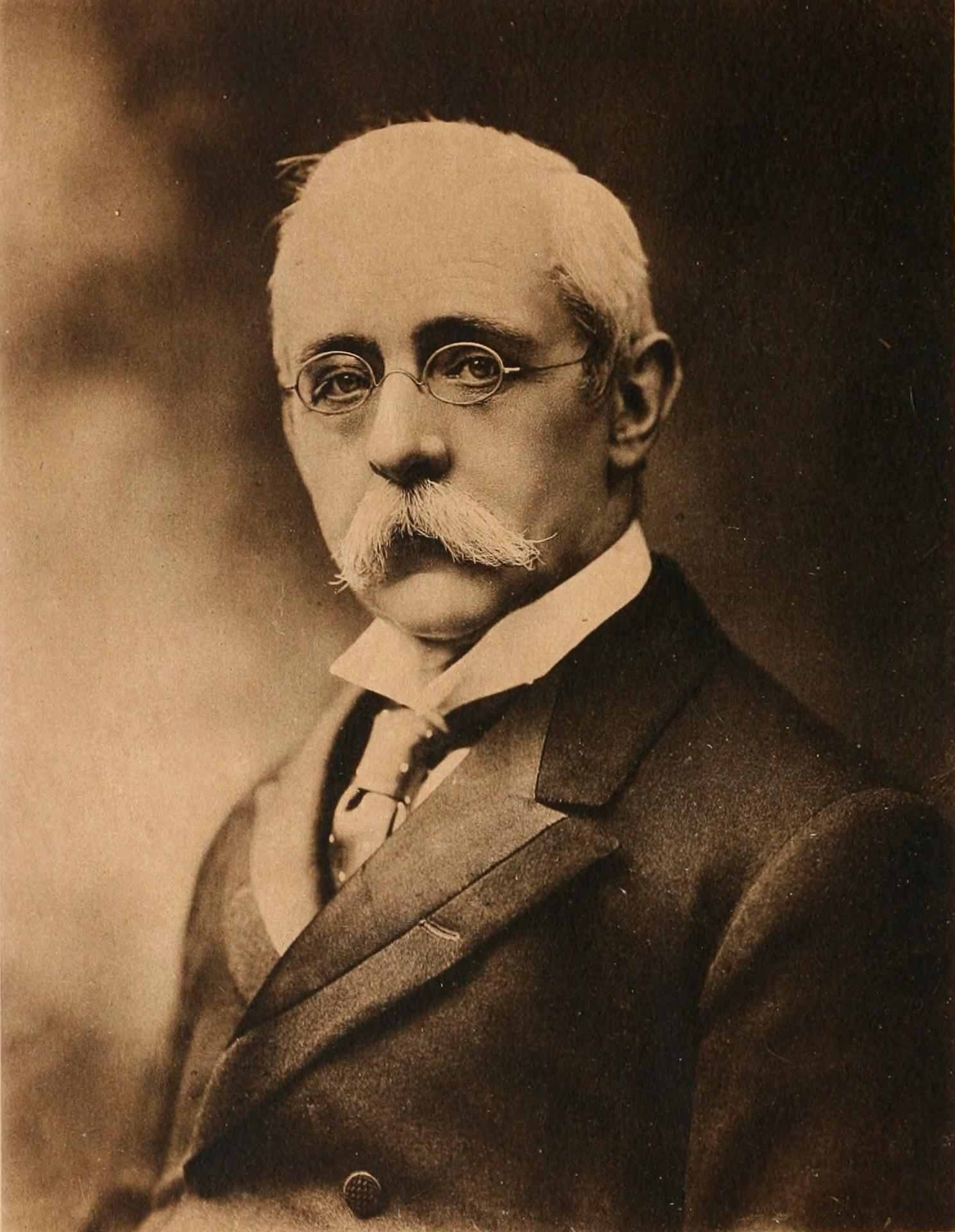
Herbert Giles

Herbert Allen Giles (8 de diciembre de 1845 - 13 de febrero de 1935) fue un diplomático y sinólogo británico, uno de los inventores del sistema de romanización del idioma chino Wade-Giles. 

## Obras
- Herbert Allen Giles (1892). A Chinese-English dictionary, Volume 1. LONDON 15 PICCADILLY: B. Quaritch. p. 1415. Consultado el 6 de julio de 2011.
- Herbert Allen Giles (1874). Synoptical studies in the Chinese character. Shanghái: Kelly & co. p. 118. Consultado el 15 de mayo de 2011.
- Herbert Allen Giles (1873). A dictionary of colloquial idioms in the Mandarin dialect. Shanghái: A.H. De Carvalho. p. 65. Consultado el 15 de mayo de 2011.
- Thomas Lowndes Bullock, Herbert Allen Giles (1902). Progressive exercises in the Chinese written language. LEYDEN: Kelly & Walsh, limited. p. 256. Consultado el 15 de mayo de 2011.
- Herbert Allen Giles (1872). Chinese without a teacher. Shanghái: A.H. de Carvalho. p. 60. Consultado el 15 de mayo de 2011.
- Herbert Allen Giles (1901). Chinese without a teacher: being a collection of easy and useful sentences in the Mandarin dialect, with a vocabulary (FIFTH AND REVISED EDITION edición). SHANGHAI HONGKONG YOKOHAMA SINGAPORE: Kelly & Walsh, limited. p. 67. Consultado el 15 de mayo de 2011.
- Herbert Allen Giles (1898). A Chinese biographical dictionary, Volume 2. London 15 Piccadilly: B. Quaritch. p. 1022. Consultado el 13 de julio de 2011.(STANFORD UNIVERSITY LIBRARY)
- Herbert Allen Giles (1898). A Chinese biographical dictionary, Volume 2. London 15 Piccadilly: B. Quaritch. p. 1022. Consultado el 13 de julio de 2011.(STANFORD UNIVERSITY LIBRARY)* Chinese without a Teacher (1872; sixth edition, 1908; ninth edition, 1931)
- Using Examples to Learn the Spoken Language (Yuxue Jiuyu) (1873)
- Using Examples to Learn the Written Language  (Zixue Jiuyu) (1874)
- Chinese Sketches London: Trubner & Co., 1876.
- Handbook of the Swatow Dialect (1877)
- Glossary of Reference (1878; third edition, 1900)
- Strange Stories from a Chinese Studio (1880, London) from Pu Songling's Liaozhai Zhiyi.
- Historic China (1882)
- The Remains of Lao Tzu (1886)
- The 1415-page A Chinese-English Dictionary (Hua-Ying Zidian) (1892, Shanghái; 1912, London) in Mandarin, Hakka, Cantonese, and Min.
- Chinese Biographical Dictionary (1897), which received the Prix St. Julien of the French Academy
- Chinese Poetry in English Verse (1898)
- History of Chinese Literature (1901)
- China and the Chinese (1902)
- Introduction to The History of Chinese Art (1905)
- Chinese Fairy Tales (1911)
- The Civilization of China (1911)
- Herbert Allen Giles (1912). China and the Manchus. The University press. p. 148. Consultado el 6 de julio de 2011. (Cambridge manuals of science and literature)
- "China" in History of the Nations (1913)
- Confucianism and Its Rivals (1915)
- How to Begin Chinese: The Hundred Best Characters (1919)
- The Second Hundred Best Characters 1922)
- Revision of Bullock's Progressive Exercises (1922)
- Chuang Tzǔ: Mystic, Moralist, and Social Reformer (1926, Shanghái)
- The Chinese and Their Food (Zhonghua Fanshi) (1947, Shanghái) (posthumous)